# Maria Shriver
Maria Shriver (Chicago, Illinois, 1955. november 6. –) újságíró, író,  és ügyvéd.

## Családi háttér
Maria Shriver John F. Kennedy egykori amerikai elnök unokahúga, Arnold Schwarzenegger volt felesége. Négy gyermek édesanyja: Patrick Schwarzenegger, Katherine Schwarzenegger, Christina Schwarzenegger, Christopher Schwarzenegger.